# 比耶夫德迈松
比耶夫德迈松（法語：Bief-des-Maisons）是法国汝拉省的一个市镇，属于隆斯勒索涅区和圣洛朗-昂格朗沃县（Saint-Laurent-en-Grandvaux）。该市镇总面积5.79平方公里，2009年时的人口为72人。

## 人口
比耶夫德迈松人口变化图示